# Condado de Edgecombe
El condado de Edgecombe (en inglés: Edgecombe County, North Carolina), fundado en 1741, es uno de los 100 condados del estado estadounidense de Carolina del Norte. En el año 2000 tenía una población de 55 606 habitantes con densidad poblacional de 43 personas por km². La sede del condado es Tarboro.

## Geografía
Según la Oficina del Censo, el condado tiene un área total de 1313 km² (506,9 mi²), de la cual 1308 km² (505 mi²) es tierra y 5 km² (1,9 mi²) es agua.

### Municipios
El condado se divide en catorce municipios:
Municipio de Tarboro, Municipio de Lower Conetoe, Municipio de Upper Conetoe, Municipio de Deep Creek, Municipio de Lower Fishing Creek, Municipio de Upper Fishing Creek, Municipio de Swift Creek, Municipio de Sparta, Municipio de Otter Creek, Municipio de Lower Town Creek, Municipio de Walnut Creek, Municipio de Rocky Mount, Municipio de Cokey y Municipio de Upper Town Creek.

### Condados adyacentes
- Condado de Halifax noreste
- Condado de Martin este
- Condado de Pitt sureste
- Condado de Wilson sudoeste
- Condado de Nash noroeste

## Demografía
En el 2000 la renta per cápita promedia del condado era de $30 983, y el ingreso promedio para una familia era de $35 902. El ingreso per cápita para el condado era de $14 435. En 2000 los hombres tenían un ingreso per cápita de $27 300 contra $21 649 para las mujeres. Alrededor del 19.60% de la población estaba bajo el umbral de pobreza nacional.

## Lugares

### Ciudades, pueblos

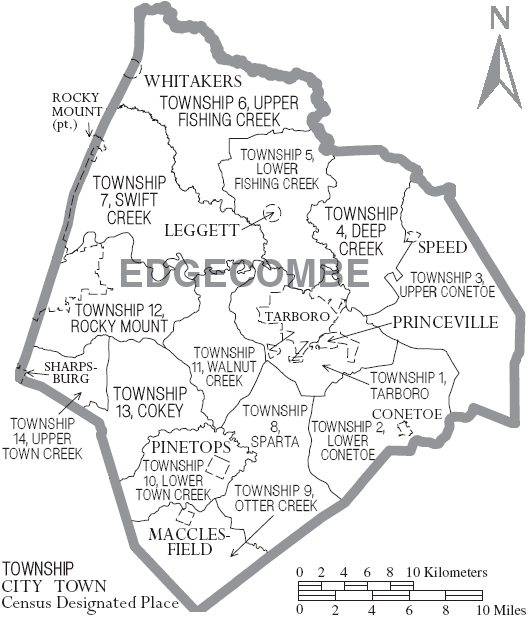
Mapa del Condado de Edgecombe (Carolina del Norte) con el municipio de etiquetas y Municipal

- Conetoe
- Leggett
- Macclesfield
- Pinetops
- Princeville
- Rocky Mount
- Sharpsburg
- Speed
- Tarboro
- Whitakers
- Houseville